# 349237 Quaglietti
349237 Quaglietti è un asteroide della fascia principale. Scoperto nel 2007, presenta un'orbita caratterizzata da un semiasse maggiore pari a 2,778533 UA e da un'eccentricità di 0,101439, inclinata di 4,203611° rispetto all'eclittica.
Fa parte della famiglia di asteroidi Agnia.
Luciano Quaglietti è un astronomo dilettante italiano e cercatore di meteoriti.